# Hussein Al-Bishi
Hussein Al-Bishi (Arabia Saudita; 13 de junio de 1961) es un exfutbolista de Arabia Saudita que jugaba en la posición de defensa.

## Carrera

### Club
| Periodo   | Club         |
| --------- | ------------ |
| 1973–1975 | Al-Nakheel   |
| 1975–1984 | Al-Hilal SFC |

### Selección nacional
Jugó para Arabia Saudita de 1980 a 1989 con la que disputó 53 partidos sin anotar goles, ganó la Copa Asiática en dos ocasiones, jugó en los Juegos Olímpicos de Los Ángeles 1984 y en dos ediciones de los Juegos Asiáticos.

## Logros

### Club
- Liga Profesional Saudí: 2

1976–77, 1978–79.
- Copa del Rey de Campeones: 3

1980, 1982, 1984.

### Selección nacional
- Copa Asiática: 2

1984, 1988.